# Крушение судна в Конго (2025)
15 апреля 2025 года на реке Конго вблизи города Мбандака на северо-западе Демократической республики Конго после возникшего пожара затонула деревянная моторная лодка, в результате погибло 148 человек, ещё более 100 числятся пропавшими без вести.

## Обстоятельства
Река Конго является основной транспортной артерией для более чем 100 миллионов человек, использование переполненных деревянных судов нередко приводит к катастрофам, а местные спасательные команды плохо оснащены и не имеют достаточного опыта.
Деревянная моторная лодка HB Kongolo выполняла пассажирский рейс на реке Конго. Судно вышло из порта Матанкуму и направлялась в район Боломо, на борту находилось около 500 человек. Когда лодка находилась в районе города Мбандака, на её борту вспыхнул пожар, причиной которого стало использование открытого огня при приготовлении пищи одним из пассажиров. Пассажиры, многие из которых не умели плавать, стали прыгать в воду. В итоге лодка опрокинулась. По состоянию на 19 апреля, число погибших составляло 148 человек, пропавших без вести — более 100. Число спасённых составило более 150 человек, многие из которых получили сильные ожоги.